# Маринське
Мари́нське (в минулому — Марієнфельд) — село в Україні, у Горностаївській селищній громаді Каховського району Херсонської області. 
Населення становить 512 осіб. Колективне сільгосппідприємство «Труд». Клуб. Бібліотека.

## Історія
Колишній центр Марієндфельдської волості Дніпровського повіту Таврійської губернії.
Станом на 1886 рік у колонії німців мешкала 491 особа, налічувалось 75 дворів, існували молитовний будинок, школа, лавка, 3 винних погріба.
7 (20) листопада 1917 року, відповідно до Третього Універсалу Української Центральної Ради, увійшло до складу Української Народної Республіки.
В селі похований Шешеня Вадим Валерійович (1984-2014) — старший солдат ЗСУ, учасник російсько-української війни.
У лютому 2022 року село тимчасово окуповане російськими військами під час російсько-української війни.

## Населення
Згідно з переписом УРСР 1989 року чисельність наявного населення села становила 441 особа, з яких 199 чоловіків та 242 жінки.
За переписом населення України 2001 року в селі мешкали 504 особи.

### Мова
Розподіл населення за рідною мовою за даними перепису 2001 року:
| Мова       | Відсоток |
| ---------- | -------- |
| українська | 96,48 %  |
| російська  | 3,52 %   |